# La Duprey
La Duprey est un quartier de la commune du Marin en Martinique.

## Géographie
Le hameau est situé sur le flanc Est, de la colline homonyme La Duprey, haute de 162 m au pied du Morne Gommier, à l'Ouest du Cul-de-Sac du Marin.

## Petit Îlet Duprey
Le Petit Îlet Duprey est un îlot situé dans le Cul-de-Sac du Marin, à une centaine de mètres du rivage auquel il est relié par un ponton en bois. 
Une chapelle est installée sur cet îlot entourré par la mangrove.

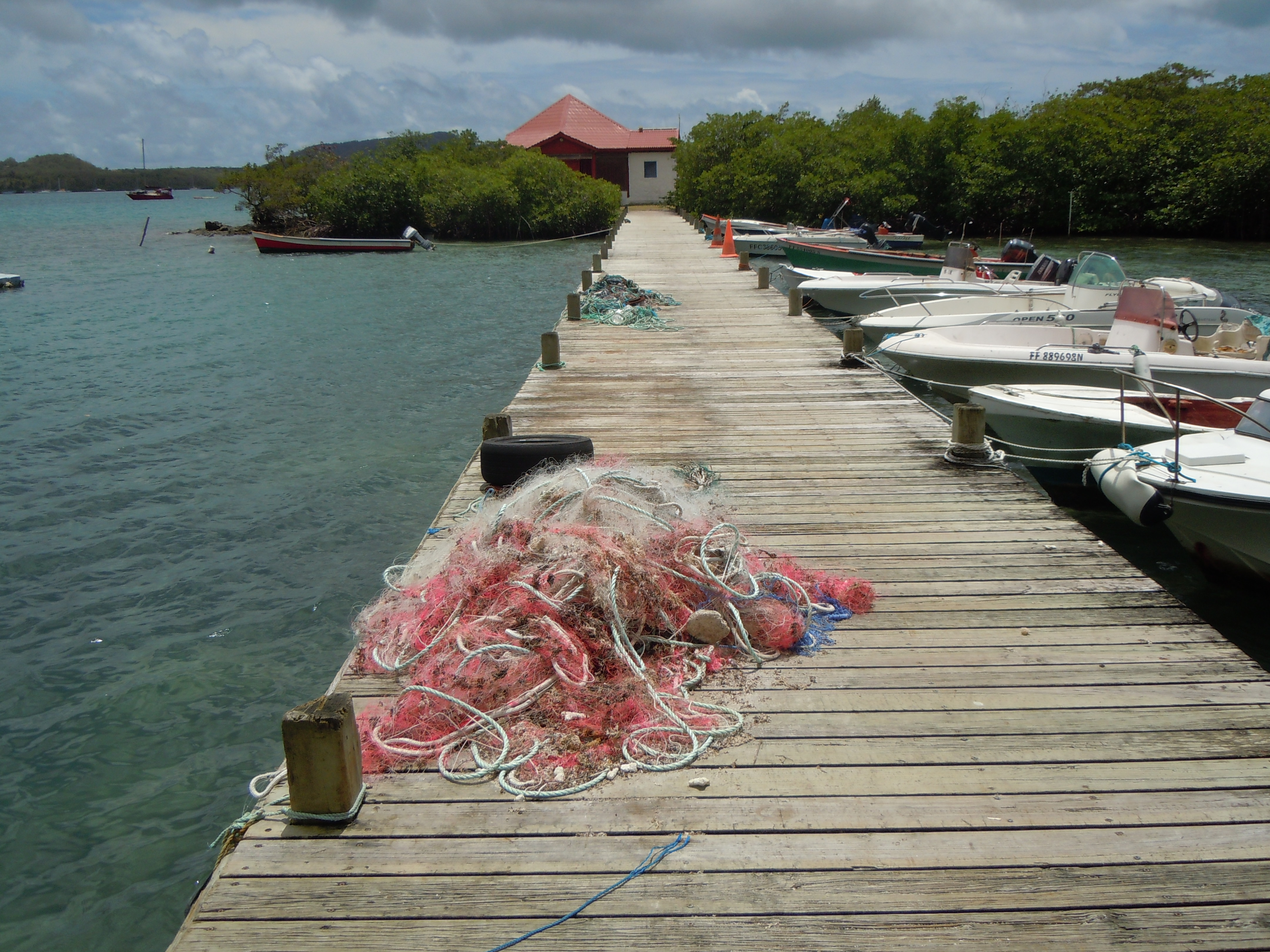
Ponton du Petit Îlet Duprey.
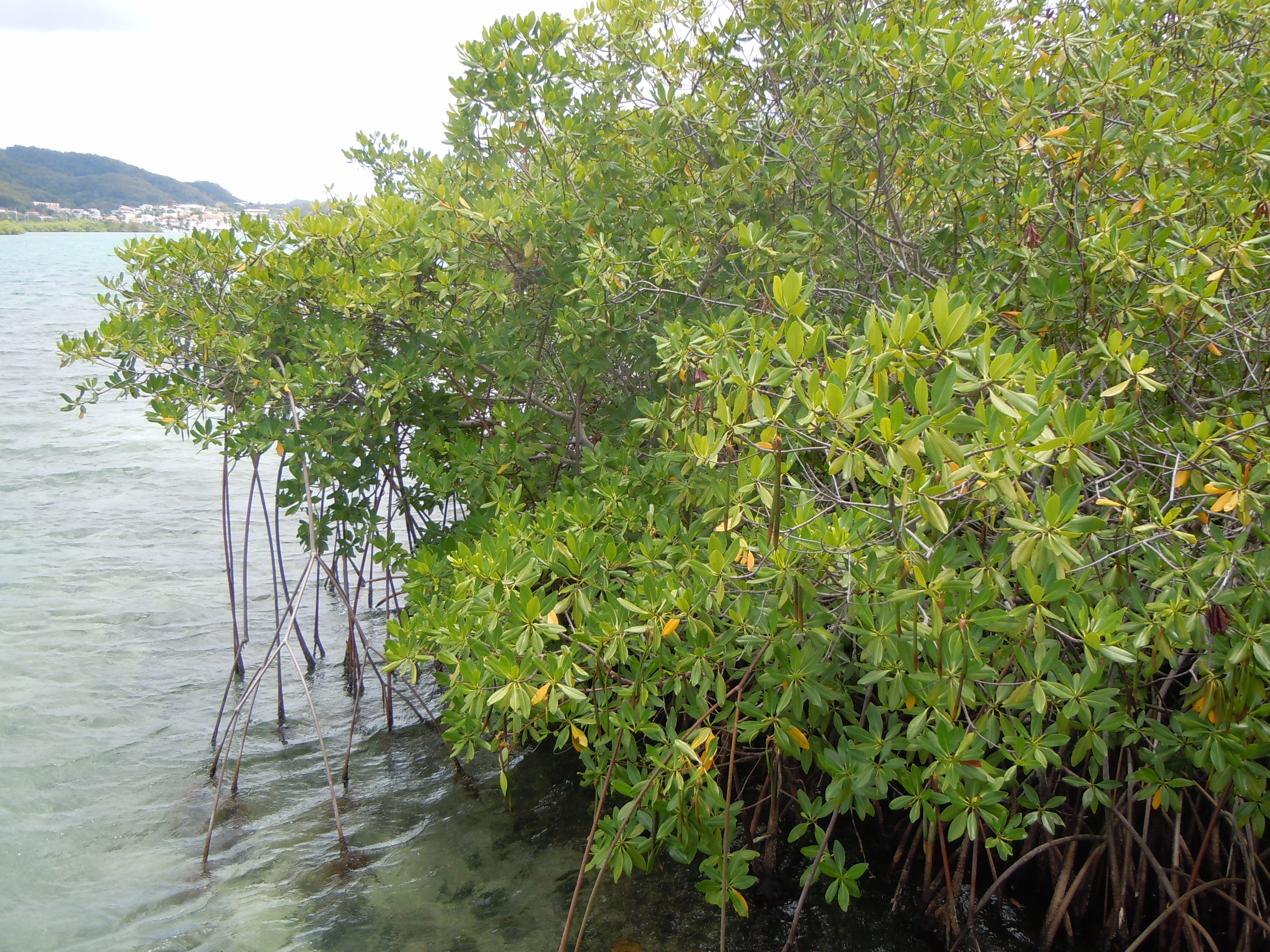
Rhizophora mangle, dans la mangrove du Petit Îlet Duprey.
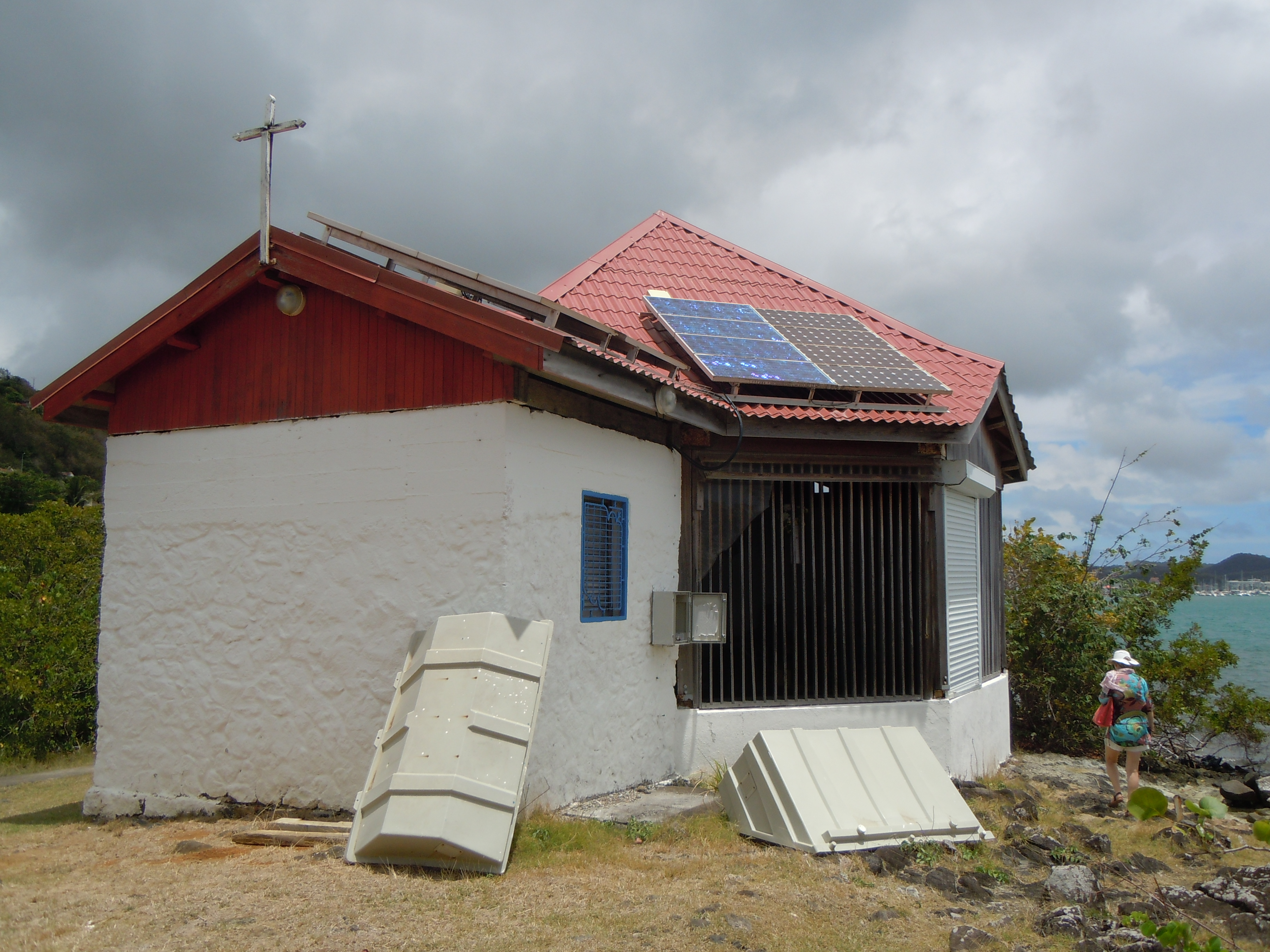
Chapelle du Petit Îlet Duprey